# Canut Reyes
François Reyes (n. 9 iunie 1954, Arles, Arles-Crau-Camargue-Montagnette⁠(d), Franța), cunoscut drept Canut Reyes, este un chitarist rom francez, cunoscut deoarece a fost membru al formatiei Gipsy Kings.